# 포통파시르역

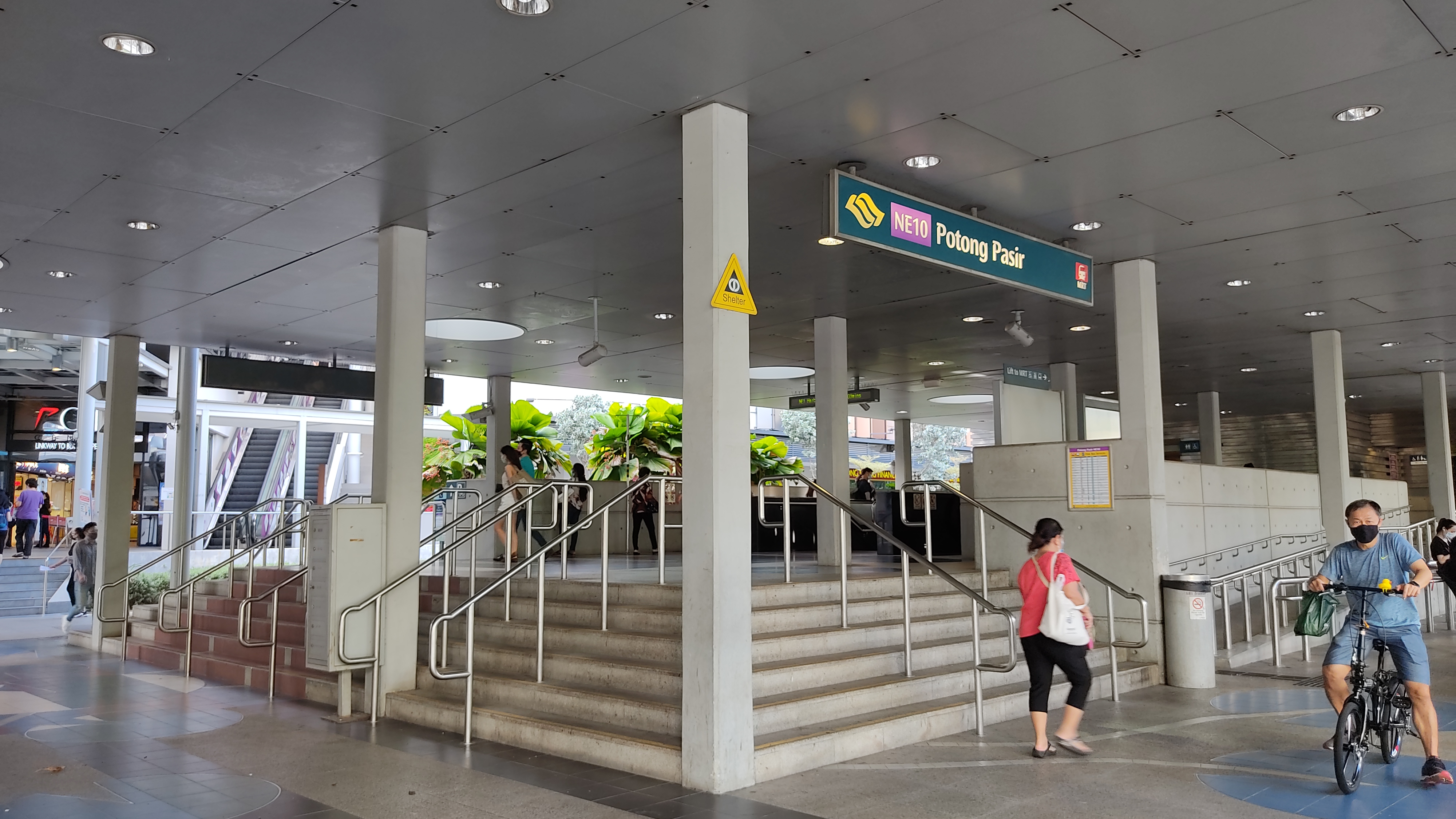

포통파시르역(Potong Pasir MRT station)은 싱가포르 토아파요(Toa Payoh) 계획 지역에 있는 노스이스트선(NEL)에 있는 지하 MRT(Mass Rapid Transit) 역이다. 포통파시르애비뉴 1 및 완토애비뉴(Wan Tho Avenue)와의 교차점에 있는 어퍼 세랑군 로드 아래에 위치해 있다. 주로 포토통 파시르(Potong Pasir) 주거 단지에 서비스를 제공하는 포통 파시르 역은 세인트 앤드류 학교 계열의 일부인 교육 기관의 주요 클러스터인 세인트 앤드류 마을과도 가깝다.
이 역은 1996년 3월 NEL 역이 공개되면서 "Sennett MRT station"으로 처음 발표되었지만 "충분한 수요"가 있을 때만 개통될 계획이었다. 역 폐쇄는 여당이 포통파시르 선거구를 장악할 때만 역이 개통될 것이라는 주장과 함께 정치적 논란의 대상이 됐다. 결국 2002년에 이 역은 새로운 연구가 수행된 후 다른 NEL 역과 함께 개통될 것이라고 발표되었고, 역은 2003년 6월 20일에 개통되었다.